# Achmietsafa Dawletjarow
Achmietsafa Mustafowicz Dawletjarow (ros. Ахметсафа Мустафович Давлетьяров, ur. w lipcu 1905 we wsi Tatarskije Kargały w guberni orenburskiej, zm. 9 maja 1938 w Kazaniu) – przewodniczący Rady Komisarzy Ludowych Tatarskiej ASRR (1937).
Od 1925 członek RKP(b)/WKP(b), 1925 ukończył Tatarskie Technikum Pedagogiczne w Orenburgu1925-1927 był instruktorem odpowiedzialny Komitetu Okręgowego Komunistycznej Partii (bolszewików) Uzbekistanu w Chorezmie, 1927-1930 studiował na Tatarskim Uniwersytecie Komunistycznym, na którym 1930-1933 był aspirantem. 1933-1935 I zastępca szefa wydziału politycznego stanicy maszynowo-traktorowej w Tatarskiej ASRR, 1935-1936 sekretarz rejonowego komitetu WKP(b) w Tatarskiej ASRR, od 1936 redaktor Tatarskiego Wydawnictwa Państwowego, 1937 redaktor odpowiedzialny gazety "Qızıl Tatarstan". Od września do grudnia 1937 przewodniczący Rady Komisarzy Ludowych Tatarskiej ASRR.
29 listopada 1937 aresztowany, następnie skazany na śmierć i stracony.